# Cannone (araldica)
In araldica il cannone simboleggia forza d'animo e fama acquisita con le armi. Compare sia la sola canna che la canna posta sull'affusto. Assume il significato di contrassegno di dignità quando compare accollato allo scudo.

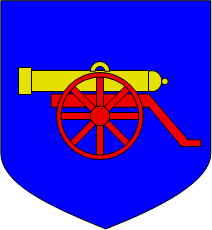
D'azzurro, al cannone d'oro, affustato di rosso
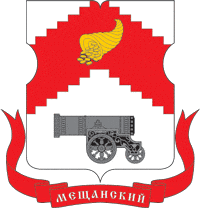
Cannone di nero (Quartiere Meščanskij, Mosca, Russia)
D'argento, al cannone d'acciaio, affustato d'oro (Oblast' di Smolensk, Russia)
Di rosso, a due cannoni d'argento, posti in decusse (Distretto di Bychaŭ, Bielorussia)
Di rosso, a due cannoni posti in decusse accompagnati da tre palle di cannone male ordinate in punta e da una corona in capo, il tutto d'oro (Abárzuza, Spagna)